# Tarbes Pyrénées rugby
El Tarbes Pyrénées rugby (TPR) és un club de rugbi a 15 francès que juga a la Pro D2. Antigament anomenat Stadoceste tarbais, denominació sota la qual és consagrat dues vegades campió de França el 1920 i el 1973, pren el nom de Lannemezan Tarbes Hautes-Pyrénées quan l'agost 2000 es fusionà amb el CA Lannemezan. El 2003 aquesta fusió es va trencar i el club va adoptar el nom que duu encara avui Tarbes Pyrénées rugby.

## Palmarès
- Campionat de França (Bouclier de Brennus): 
  - Campió: 1920 i 1973
  - Finalista: 1914, 1951 i 1988
- Copa de l'Esperança: 
  - Campió: 1919
- Copa de França:
  - Finalista: 1951
- Campió dels Pirineus: 1910
- Campió d'Armanac-Bigorre: 1911, 1912, 1913 i 1920

## Les finals de l'Stadoceste tarbais

### Campionat de França
| Data de la final   | Vencedor           | Finalista             | Resultat | Lloc de la final                | Espectadors |
| 3 de maig de 1914  | AS Perpignan       | Stadoceste tarbais    | 8-7      | Stade des Ponts Jumeaux, Tolosa | 15.000      |
| 25 d'abril de 1920 | Stadoceste tarbais | Racing club de France | 8-3      | Route du Médoc, Le Bouscat      | 20.000      |
| 20 de maig de 1951 | US Carmaux         | Stadoceste tarbais    | 14-12 AP | Stadium Municipal, Tolosa       | 39.450      |
| 20 de maig de 1973 | Stadoceste tarbais | US Dax                | 18-12    | Stadium Municipal, Tolosa       | 26.952      |
| 28 de maig de 1988 | SU Agen            | Stadoceste tarbais    | 9-3      | Parc des Princes, París         | 48.000      |

## Antics jugadors cèlebres i figures emblemàtiques

### Amb l'Stadoceste tarbais
| - Lucien Abadie - Albert Andre - Francis Biescas - Pierre Arthapignet - François Borde - Jean Boubée - René Brejassou - Fernand Camicas - Christian Carrère - Aimé Cassayet - Jean Caujolle | - Louis Casaux - Michel Crémaschi - Gilbert Verdier - René Crabos - Louis Destarac - Philippe Dintrans - Jean Dupuy - Roger Ferrien - Paul Galiay - Michel Hondagné - Thierry Janeczek - Adolphe Jauréguy - Philippe Jouanolou - François Labazuy - Jean Larrieu | - Guillaume Laterrade - Alain Maleig - Thomas Mantérola - Georges Michel - Christian Paul - Joël Pécune - Maixent Piquemal - Jean Sébédio - Jean Sillières - Robert Soro - Dries Van Heerden |

### Amb el Tarbes Pyrénées rugby
- Colin Charvis

## Enllaços i documents externs
- Lloc oficial del club (francès)
- Pàgina dels aficionats Arxivat 2008-07-03 a Wayback Machine. (francès)
- Pàgina web sobre l'Stadoceste tarbais Arxivat 2007-05-05 a Wayback Machine. (francès)
- L'Humanité (francès)